# Ley Cornelia sobre la traición
La Lex Cornelia de maiestate o crimen maiestatis fue un delito tipo criminal que apareció en la época de Lucio Cornelio Sila. Anteriormente, en la república; los delitos de alta traición eran castigados por medio de la figura del perduellio los cuales eran juzgados por los duoviri perduellinonis. En la época tardorepublicana cobró todavía más importancia este delito, pues se daba a entender que todo abuso de autoridad, poder político, etc. iba en contra de la maiestas populi romani. 
Se cree que esta ley fue dirigida especialmente contra los tribuni plebis o tribunos de la plebe, los cuales siempre estaban señalando los presuntos abusos por parte de las autoridades. Se creó una quaestio perpetua de maiestatis.